# Грушка (річка)
Гру́шка — річка в Україні, в межах Тлумацького і Городенківського районів Івано-Франківської області. Права притока Чорняви (басейн Пруту).

## Опис
Довжина 11 км, площа басейну 66 км². Похил річки 3,6 м/км. Річка рівнинного типу. Долина порівняно глибока і неширока, у деяких місцях заболочена. Річище слабозвивисте, у пониззі більш звивисте.

## Розташування
Грушка бере початок на захід від села Яківка. Тече спершу на південний схід, у пониззі — на схід. Впадає до Чорняви неподалік від центральної частини села Росохач.

## Притоки
- Ставище (права)